# Powiat de Przemyśl
Pour les articles homonymes, voir Przemyśl (homonymie).
Le powiat de Przemyśl (en polonais : powiat przemyski) est un powiat appartenant à la voïvodie des Basses-Carpates dans le sud-est de la Pologne.

## Division administrative
Le powiat comprend 10 communes, toutes rurales : 
- Bircza
- Dubiecko
- Fredropol
- Krasiczyn
- Krzywcza
- Medyka
- Orły
- Przemyśl
- Stubno
- Żurawica